# The Wayward Sons of Mother Earth
The Wayward Sons of Mother Earth ist das erste Studioalbum der britischen Folk-Metal-Band Skyclad, und ist eines der ersten Folk-Metal-Alben überhaupt. Besonders das Lied The Widdershins Jig gilt als wegweisend für das Genre. Das Albumcover stammt von Garry Sharpe-Young.
Eine Neuauflage für den russischen Markt erschien 2005.

## Titelliste
Alle Lieder wurden von Walkyier und Ramsey geschrieben, außer A Minute’s Piece und Moongleam and Meadowsweet, die alte englische Lieder sind.
1. The Sky Beneath My Feet – 5:41
2. Trance Dance (A Dreamtime Walkabout) – 5:29
3. A Minute’s Piece – 1:10
4. The Widdershins Jig – 3:40
5. Our Dying Island – 7:07
6. Pagan Man – 1:00
7. The Cradle Will Fall – 6:26
8. Skyclad – 5:01
9. Moongleam and Meadowsweet – 4:35
10. Terminus – 6:38

## Stil

### Musik
Auf dem Album kombiniert Skyclad Thrash Metal mit irish/keltischen Folk. In nahezu allen Liedern dominieren die Thrash-Metal-Elemente, lediglich The Widdershins Jig ist stark vom Folk geprägt.

### Texte
In den Texten reflektiert Walkyier seine (poetische) Vision des Lebens. Ein Thema nahezu aller Texte ist der verantwortungslose Umgang mit der Natur. „Ich predige nicht und versuche auch nicht, anderen meine Meinung aufzuzwingen, aber ich möchte die Menschen zum Nachdenken bewegen“, so Walkyier. Alle Texte sind auf Englisch verfasst.

## Kritik
Zu dem Album gibt es nur wenige Reviews, die kurz vor oder unmittelbar nach dessen Veröffentlichung geschrieben wurden. Viele Reviews stammen daher aus den letzten Jahren und wurden somit nachträglich verfasst.
Das deutsche Metal-Magazin Rock Hard vergab für das Album 9 von 10 Punkten und lobt das Konzept des Albums:

„Abwechslungsreicher als mit seiner früheren Band, mit mittelalterlich klingenden Violinen- und anderen Einsprengseln, teils wird von diesen Instrumenten sogar der musikalische Hauptgedanke durch den gesamten Song transportiert. Die angestrebte Verknüpfung von altenglischer Folktradition und Speed Metal ist in Ansätzen tatsächlich gelungen. Im direkten Vergleich mit dem neuen Album seiner Ex-Kollegen Sabbat schneidet Mr Walkyier (trotz seiner eingeschränkten gesanglichen Fähigkeiten, aber schließlich soll er ja auch kein ‚Heideröslein‘ singen) bei mir besser ab, was sich in neun dicken Punkten ausdrückt. Aber: Thrash-Puristen, Finger weg!!“

metalstorm.ee bewertete das Album mit 8 von 10 Punkten und vergleicht vor allem das Album mit den neueren Veröffentlichungen Skyclads:

“A heavier Skyclad, much more dense and less folky, that's what you're gonna get when you purchase this, a damn fine record from a band that was about to create a whole new genre that ten years later would become very popular.”

„Ein härteres, kompakteres und weniger folkiges Album; das bekommt man, wenn man dieses Album kauft, eine nette CD von einer Band die damit ein ganz neues Genre schuf, welches zehn Jahre später größere Beliebtheit erlangte.“